# Anna Bertha Königsegg
 (octobre 2022).
Si vous disposez d'ouvrages ou d'articles de référence ou si vous connaissez des sites web de qualité traitant du thème abordé ici, merci de compléter l'article en donnant les références utiles à sa vérifiabilité et en les liant à la section « Notes et références ».
Pour les articles homonymes, voir Famille de Königsegg.
Anna Bertha Königsegg, de son vrai nom Anna Bertha comtesse de Königsegg-Aulendorf (née le 9 mai 1883 à Königseggwald, morte le 12 décembre 1948 à Salzbourg), est une religieuse catholique allemande, infirmière et visiteuse en Autriche. Pendant le Troisième Reich, elle montre une opposition à la stérilisation contrainte et à l’Aktion T4.

## Biographie
Anna Bertha Königsegg est le deuxième enfant de la famille noble du Wurtemberg Königsegg. Elle reçoit une éducation religieuse et une instruction poussée, parlant couramment l'anglais, le français et l'italien. Les multiples œuvres caritatives de sa famille catholique stricte semblent l'avoir renforcée dans sa décision de devenir religieuse. Elle rejoint en 1901 à l'âge de 18 ans dans la maison mère des Filles de la charité de Saint-Vincent-de-Paul à Paris, s'installe en 1903 à Angers, y reçoit une formation d'infirmière et prend en 1906 le nom en religion de Marcelline. Après le début de la Première Guerre mondiale, elle se rend en Italie, devient infirmière en 1921 et reprend en 1923 la direction de l'école d'infirmières de Turin et de l'hôpital. Son ordination en tant que Fille de la charité à Salzbourg a lieu le 20 octobre 1925. Elle se consacre à la création d'une école d'infirmières.
Après l'annexion de l'Autriche, Königsegg entre en conflit avec les nazis, dont elle rejette les idées d'hygiène raciale. En réponse à la validité de la « loi sur la prévention de la progéniture génétiquement modifiée » en Autriche, le 1er janvier 1940, elle rend une ordonnance interdisant aux quelque 100 sœurs du service infirmier de l'hôpital public de participer aux stérilisations forcées ou d'aider les médecins dans ces opérations.
À la mi-août 1940, au château de Schernberg, près de Schwarzach im Pongau, qui accueille un hôpital pour malades et handicapés mentaux tenu par les Filles de la charité, les religieuses sont informées que les malades doivent être évacués, car les lits seraient apparemment nécessaires pour d'autres patients. Königsegg répond par une lettre au commissaire de la défense du Reich Friedrich Rainer. Elle précise qu'elle sait que ses patients ne survivront pas au "transfert" et devront être euthanasiés. Elle propose de continuer à prendre soin des malades au détriment de l'Ordre, en essayant d'empêcher les transferts. Dans le même temps, Königsegg annonce que les sœurs de sa congrégation refuseront de coopérer à ces actions, assumant pleinement leur responsabilité personnelle, mais ne pourront empêcher le retrait des patients. Elle est arrêtée en septembre 1940, mais libérée après onze jours.
Lorsque le transfert est ordonné en avril 1940 pour soixante-dix enfants handicapés de Mariathal, près de Kramsach, Königsegg exprime de nouveau son refus à Friedrich Rainer. Elle interdit à ses sœurs d’aider à renseigner, à recevoir ou à transporter. Cette lettre déclenche sa deuxième arrestation et elle est condamnée à onze mois de prison pour avoir saboté des ordres officiels, sédition et émeutes au sein de la population. Les sœurs intimidées de Marienthal font néanmoins preuve de résistance passive et peuvent sauver au moins une partie des patients. Le 16 avril 1941, elle est de nouveau arrêtée et, en son absence, les malades de Schernberg sont déportées sous les protestations des sœurs de l'institution au centre d'euthanasie de Hartheim. Seul un groupe de 17 membres averti à temps fuit dans une forêt et survit.
Les nazis tentent de forcer Königsegg à quitter l'Ordre, mais malgré la menace d'être transférée dans un camp de concentration, elle reste fidèle à son vœu. Elle est libérée en avril 1941, à la condition de rester dans le domaine de la famille à Königseggwald et placée sous la surveillance de la Gestapo. L’assignation à résidence prend fin à la fin de la Seconde Guerre mondiale, elle retourne à Salzbourg dans son ordre. Elle fonde une communauté d'infirmières catholiques laïques avant de mourir le 12 décembre 1948.